# Bataille de la Tafna (1281)
 (novembre 2021).
La bataille de la Tafna s'est déroulée en 1281, lorsque les forces mérinides d'Abu Yusuf Yaqub ben Abd al-Haqq infligent une sévère défaite à l'armée zianide de Yaghmoracen Ibn Ziane.

## Contexte
Après une campagne en Andalousie contre les Chrétiens, Abu Yusuf laisse à son allié Mohammed II al-Faqih, dit Ibn Ahmer, roi de Grenade, le choix de signer ou pas une trêve avec les Chrétiens. Ibn Ahmer finit par accepter l'offre de paix chrétienne. Cependant, les nombreux succès et la popularité grandissante d'Abu Yusuf commence à créer une certaine angoisse et inquiétude chez Ibn Ahmer. Celui-ci craint en effet de revivre la même situation que ce qu'a vécu Al Mutamid, déchu de son pouvoir par Youssef ben Tachfine à l'époque almoravide.
Ibn Ahmer finit ainsi par se jeter dans les bras du roi de Castille et de León, Alphonse X. Une alliance est conclue entre les Grenadins et Castillans pour s'opposer au sultan marocain Abu Yusuf Yaqub. Le roi chrétien en profite pour s'attaquer à Algésiras, sous contrôle mérinide qu'il met en siège. Ibn Ahmer participe au complot afin d'enlever toute possibilité de traversée du détroit de Gibraltar aux Mérinides.
Affecté par la nouvelle de cette triple alliance contre lui, et notamment par le siège d'Algésiras, Abu Yusuf Yaqub doit également faire face à des révoltes internes de tribus arabes. Après avoir maté ces tribus révoltées, les navires musulmans surprennent la flotte chrétienne qui est totalement anéantie, mettant fin au blocus naval. La victoire musulmane et la présence proche des Mérinides, les chrétiens sont repoussés a la mer par les musulmans qui les chassent à coups de sabres et saisis d'épouvantes capturés ainsi que leurs amiral emmené a Fès qui réussira plus tard à s'évader.
Abu Yusuf tente alors en vain une ouverture pour assurer ses arrières et pouvoir mener la guerre sainte en Andalousie :

« Jusqu'à quand, ô Yaghmoracen, resterez-vous hostile et persisterez-vous dans l'erreur ? Le temps n'est-il pas venu pour les cœurs de s'épanouir et pour ces maux de finir ? »

## Déroulement
Abu Yusuf décide donc de mener une campagne contre Yaghmoracen Ibn Ziane, qui demeure hostile à son royaume. Suivi par son fils Abu Yaqub qu'il place en avant à la tête de l'armée, ils se réunissent à la Moulouya, puis font route jusqu'à la Tafna. Yaghmoracen se présente devant eux avec son armée composée de contingents arabo-zénètes, accompagnés de leurs tentes, familles, troupeaux et bétails.
Après plusieurs combats d'avant-garde, les deux armées s'affrontent. La bataille qui dure toute une journée, prend un tournant décisif lorsque les Mérinides réussissent à surprendre l'armée zianide au repos dans leur camp, qu'ils pillent complètement. Ils saisissent un grand butin en particulier aux Arabes nomades. Son armée épuisée, Yaghmoracen décide alors de se jeter avec sa garde contre l'ennemi pour ranimer l'ardeur de ses troupes, malgré ça une bonne partie de la tribu des Beni Abdelouad épuisé décide de partir,,.

## Conséquences
Les Mérinides finissent par lever le siège devant la difficulté à s'en emparer, ils décidèrent tout de même a bloqué la ville le temps de la retraite des alliés qui les avaient rejoins les Banou Toudjin de l'Ouarsenis pour ne pas qu'ils soient aggréssés par les Zianides une énième fois.

## Sources

### Sources bibliographiques
1. ↑  al-Nasiri 1934, p. 80
2. ↑  al-Nasiri 1934, p. 81
3. 1 2  al-Nasiri 1934, p. 84
4. ↑  al-Nasiri 1934, p. 86
5. ↑  al-Nasiri 1934, p. 88
6. ↑  al-Nasiri 1934, p. 90
7. ↑  al-Nasiri 1934, p. 91
8. ↑  Hamet 1923, p. 162
9. 1 2  Documents pour servir à l'étude du Nord Ouest africain 1894, p. 7

#### Francophone
- Ahmed ben Khâled Ennâsiri Esslâoui. (trad. de l'arabe par Ismaël Hamet), Kitâb Elistiqsâ li-Akhbâri doual Elmâgrib Elaqsâ [« Le livre de la recherche approfondie des événements des dynasties de l'extrême Magrib »], vol. XXXIII : Les Mérinides, Paris, Librairie Honoré Champion, coll. « Archives marocaines », 1934 (lire en ligne)
- Ismaël Hamet, Histoire du Maghreb : cours professé à l'Institut des hautes études marocaines, E. Leroux (Paris), 1923, 501 p. (lire en ligne)
- Maximilien Antoine Cyprien Henri Poisson de La Martinière, Napoléon Lacroix, Documents pour servir à l'étude du Nord Ouest africain, Gouvernement général de l'Algérie, Service des affaires indigènes, 1894, 1143 p. (lire en ligne)